# Malmberget
Malmberget (em sueco: Malmberget; em finlandês: Malmivaara; em lapão de Luleå: Málmmavárre;  ouça a pronúncia) é uma localidade mineira do nordeste da província da Lapónia, no norte da Suécia.

Está localizada a norte do círculo polar ártico, a uns 4 km a norte de Gällivare, a capital homônima da comuna, e fica situada junta à mina de Malmberget, um dos maiores locais de extração de minérios de ferro do país

A mina é explorada pela empresa LKAB, e o minério extraído é transportado por comboio (br: trem) a partir da cidade vizinha de Gällivare para os portos de Narvik na Noruega e Luleå na Suécia, donde é enviado para todo o mundo.

Tem uma área de 7,42 km² e uma populacão de 1 300 habitantes.

Pertence à comuna de Gällivare, no condado de Norrbotten.

### Galeria

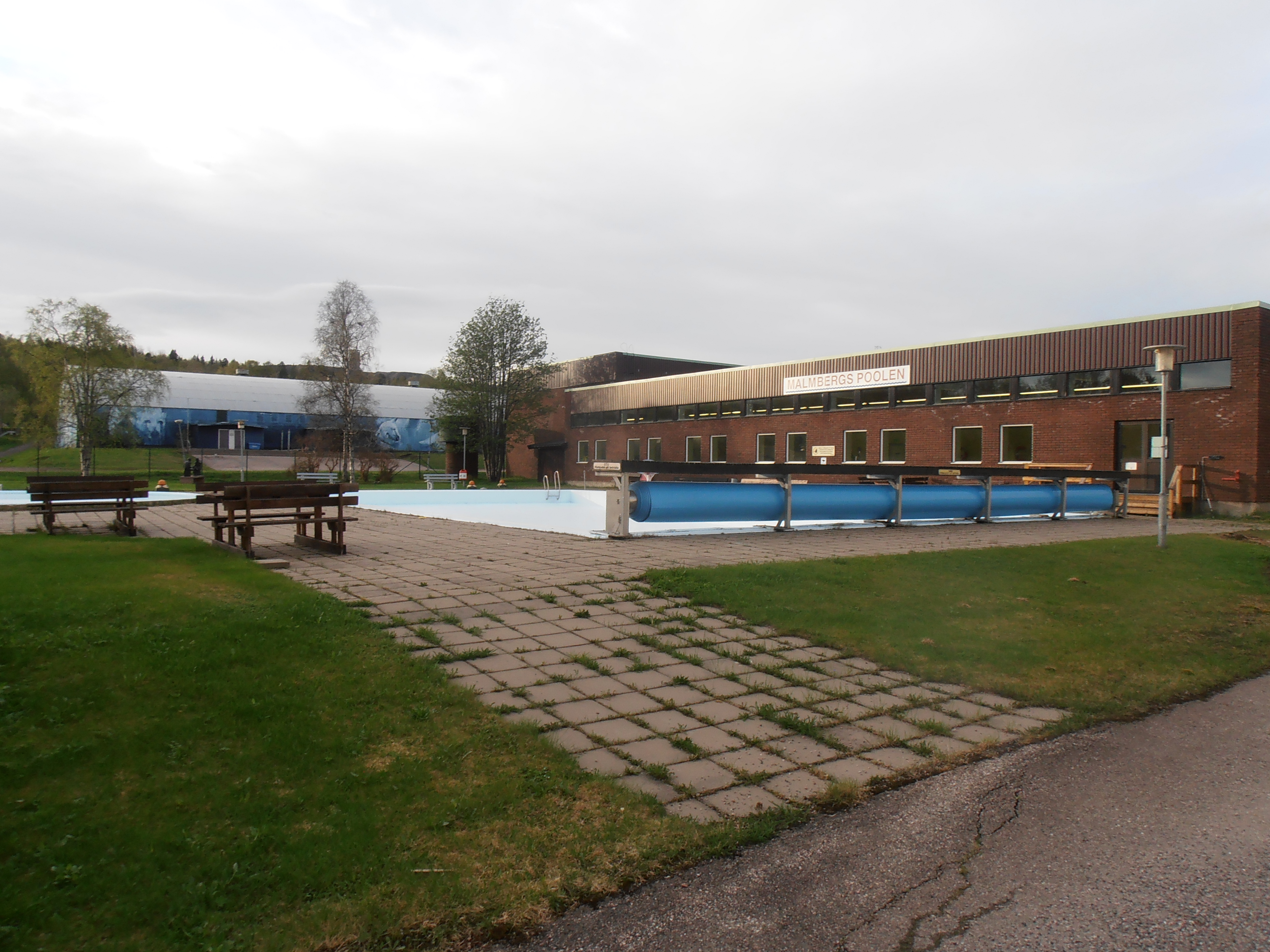
Piscina de Malmberget
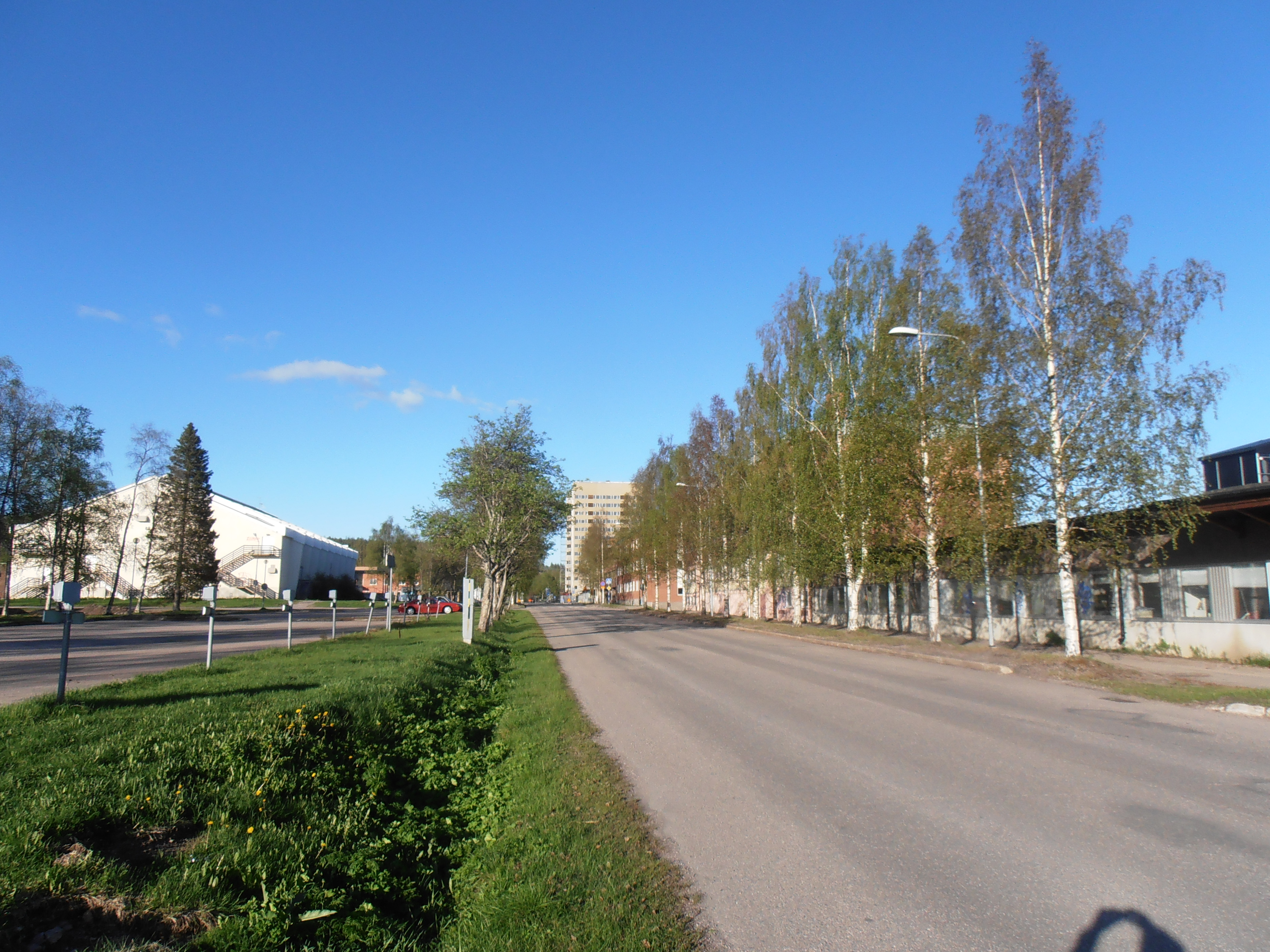
A rua Järnvägsgatan
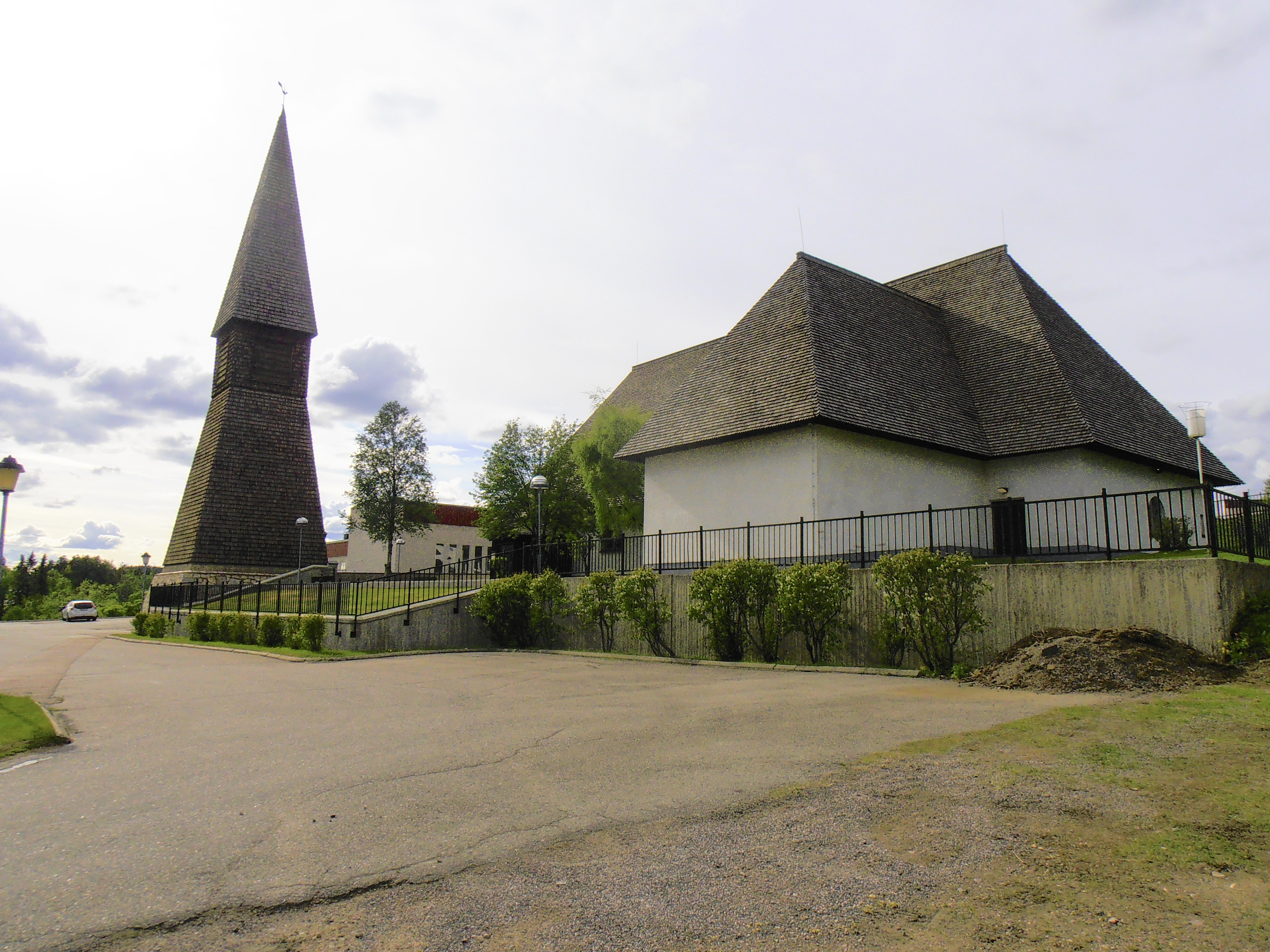
A Igreja de Todos os Santos
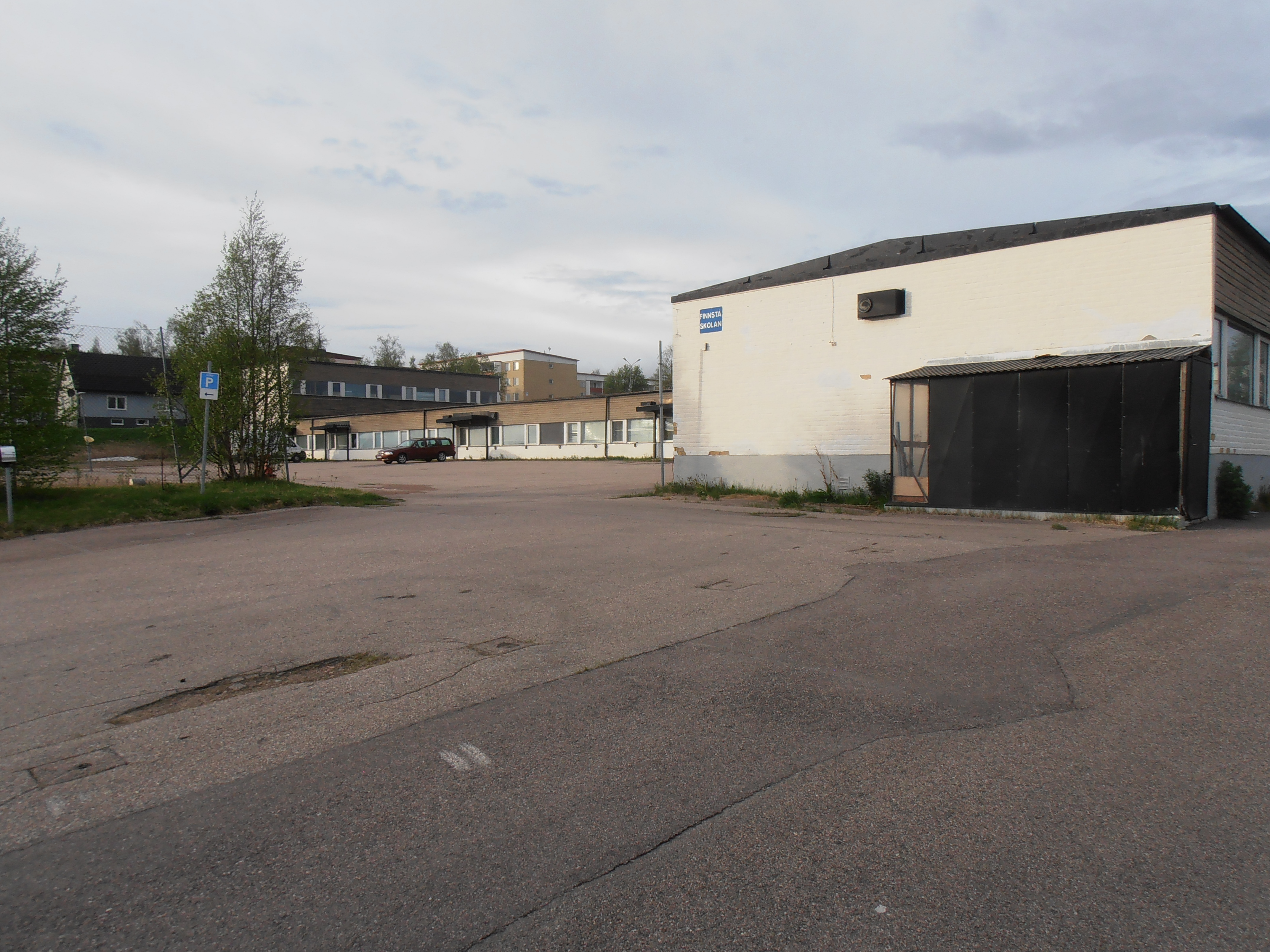
A escola de Finnsta